# Санта Луча - Анђилуни (Авелино)
Санта Луча - Анђилуни је насеље у Италији у округу Авелино, региону Кампанија.
Према процени из 2011. у насељу је живело 15 становника. Насеље се налази на надморској висини од 604 м.